# ФК «Динамо» Москва в сезоне 1946
Сезон 1946 года — 24-й в истории футбольного клуба «Динамо» Москва.
В этом сезоне команда приняла участие в чемпионате и кубке СССР, а также провела два международных матча.

## Общая характеристика выступления команды в сезоне
В следующем, после выдающегося 1945 года, сезоне команда не сумела удержаться на самой вершине отечественного футбола. Это стало результатом как некоторых субъективных причин (по воспоминаниям динамовцев, у ряда игроков на фоне прошлогодних успехов снизилась требовательность к себе и спортивная мотивация, что сразу же отразилось на их спортивной форме), так и ряда объективных (соперники начали находить действенные методы борьбы с передовой динамовской манерой игры, называемой «организованным беспорядком» — усиление функциональной подготовки игроков, плотную персональную опеку «по игроку» в обороне (а порой, и простое её насыщение футболистами), отработка быстрого перехода из обороны в атаку и др.). Кроме того, оказалось, что игра «Динамо», при всей своей вариативности, существенно зависит от определённых исполнителей — травма основного разыгрывающего футболиста (Бескова) вызвала ощутимое снижение эффективности игры команды и постоянные тактические эксперименты. Также у «Динамо», в отличие от главных конкурентов, была очень короткая «скамейка запасных».
Динамовцы начали сезон в Грузии, где после сложной победы над «Трактором» уступили хозяевам, вдохновенно игравшим в том матче (2:3). А затем (уже без Бескова), проиграв в течение двух недель «Торпедо» и ЦДКА, предоставили соперникам трудновосполнимую фору (5 очков, а от идущих на первом месте без потерь тбилисцев — и все 6). Бросившись в погоню, команда одержала в чемпионате восемь побед подряд, попутно обыграв в международном матче сильный белградский «Партизан», взяла убедительный реванш у южан (4:1), сравнявшись с ними по потерянным очкам, и в результате отставала от лидировавших армейцев перед очной встречей второго круга всего на одну победу. Но два новых поражения (вторых в сезоне) от ЦДКА (0:1) и, особенно чувствительное, от «Торпедо» (1:4), фактически «закрыли» для «Динамо» чемпионат. Победы с крупным счетом в оставшихся встречах (лишь «Зенит», выставивший дома на игру семь игроков в оборону, смог «вырвать» ничью у игравших почти полтора тайма в меньшинстве динамовцев) не гарантировали команде даже второго места, и лишь в одном из последних матчей чемпионата победа не имевшего уже турнирной мотивации «Торпедо» над тбилисцами (4:3) позволила опередить последних по дополнительным показателям.
В кубке динамовцы выбыли в 1/4 финала, уступив 1:2 все тем же тбилисским одноклубникам.

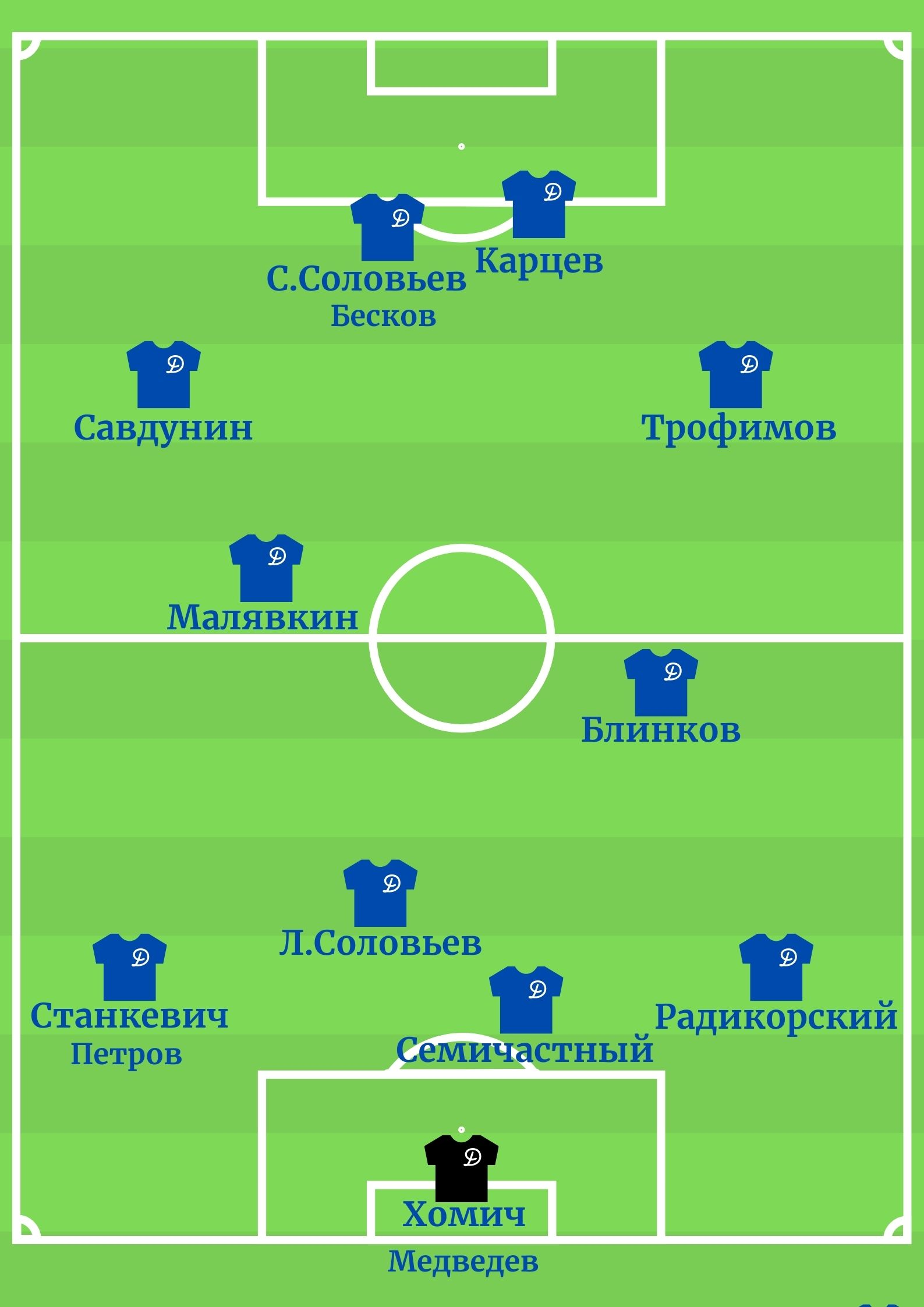

## Команда

### Состав
| Игрок                | Дата рождения    | Сезон в «Динамо» | Бывший клуб             |
| Вратари              | Вратари          | Вратари          | Вратари                 |
| -------------------- | ---------------- | ---------------- | ----------------------- |
| Алексей Хомич        | 14 марта 1920    | 3                | «Пищевик» Москва        |
| Николай Медведев     | 21 сентября 1918 | 7                | «Динамо» (клубная)      |
| Защитники            |                  |                  |                         |
| Всеволод Радикорский | 3 октября 1915   | 9                | «Динамо» (клубная)      |
| Михаил Семичастный   | 5 декабря 1910   | 11               | ЦДКА                    |
| Иван Станкевич       | 11 апреля 1914   | 7                | «Локомотив» Москва      |
| Александр Петров     | 13 марта 1922    | 2                | «Спартак» (клубная)     |
| Сергей Никульцев     | 20 октября 1916  | 2                | «Динамо — II»           |
| Полузащитники        |                  |                  |                         |
| Всеволод Блинков     | 10 декабря 1918  | 7                | «Динамо» Новосибирск    |
| Леонид Соловьев      | 22 марта 1917    | 3                | «Динамо — II»           |
| Нападающие           |                  |                  |                         |
| Василий Трофимов     | 7 января 1919    | 8                | «Динамо-ТК № 1» Болшево |
| Василий Карцев       | 9 апреля 1920    | 5                | «Локомотив» Москва      |
| Сергей Соловьев      | 9 марта 1915     | 7                | «Динамо» Ленинград      |
| Александр Малявкин   | 5 января 1918    | 2                | «Динамо — II»           |
| Владимир Савдунин    | 10 мая 1924      | 2                | «Локомотив» Куйбышев    |
| Константин Бесков    | 18 ноября 1920   | 6                | «Металлург» Москва      |
| Валерий Бехтенев     | 21 декабря 1914  | 8                | «Динамо» Ростов         |
| Владимир Ильин       | 15 января 1928   | 1                | «Локомотив» Харьков     |

### Изменения в составе
| Поз | Игрок          | Прежний клуб        |
| --- | -------------- | ------------------- |
| Н   | Владимир Ильин | «Локомотив» Харьков |

| Поз | Игрок             | Новый клуб              |
| --- | ----------------- | ----------------------- |
| П   | Александр Назаров | «Динамо» Москва (дубль) |
| Н   | Николай Дементьев | «Спартак» Москва        |
| Н   | Сергей Ильин      | закончил карьеру        |

## Официальные матчи

### Чемпионат
Число участников — 12. Система розыгрыша — «круговая» в два круга. Чемпион — ЦДКА.
Команда «Динамо» Москва заняла 2-е место.
| 21 апр Ч 1 (137) | «Динамо» Москва | 1:0     | «Трактор» Сталинград | Тбилиси                                                          |
| | - Трофимов 83′  | (отчёт) |                      | Стадион: «Динамо» Зрителей: 40 000 Судья: И.Колтунов (Ленинград) |
| «Динамо» Москва: Хомич - Радикорский, Семичастный , Станкевич - Блинков, Л.Соловьев - Трофимов, Карцев, Бесков, Савдунин, С.Соловьев «Трактор» Сталинград: Ермасов - Бадин, А.Григорьев, Беликов - Рудин, Шеремет - Шведченко, Калмыков, Белоусов, В.Матвеев , Попков |                 |         |                      |                                                                  |

| 26 апр Ч 2 (138) | «Динамо» Москва               | 2:3     | «Динамо» Тбилиси                          | Тбилиси                                                         |
| | - Карцев 23′ - Л.Соловьев 73′ | (отчёт) | - 3′ Пайчадзе - 7′ Антадзе - 55′ Харбедия | Стадион: «Динамо» Зрителей: 40 000 Судья: И.Аверкин (Ленинград) |
| «Динамо» Москва: Хомич - Радикорский, Семичастный , Станкевич (46' Никульцев) - Блинков, Л.Соловьев - Трофимов, Карцев, С.Соловьев, Бесков, Савдунин «Динамо» Тбилиси: Саная - А.Пехлеваниди, Фролов, Кикнадзе - М.Бердзенишвили, Гагуа - Антадзе (46' Бережной), Гогоберидзе, Пайчадзе , Панюков, Харбедия |                               |         |                                           |                                                                 |

| 6 мая Ч 3 (139) | «Динамо» Москва                 | 3:0     | «Крылья Советов» Москва | Москва                                                       |
| | - Трофимов 12′ 62′ - Карцев 14′ | (отчёт) |                         | Стадион: «Динамо» Зрителей: 30 000 Судья: В.Архипов (Москва) |
| «Динамо» Москва: Хомич - Радикорский, Семичастный , Станкевич - Блинков, Л.Соловьев - Трофимов, Карцев, Бесков, Малявкин, С.Соловьев «Крылья Советов» Москва: Архаров - Мазанов, Котов, Гомес - В.Егоров, Ильичев - Константинов, П.Дементьев , Симонян, Запрягаев, Беляков |                                 |         |                         |                                                              |

| 12 мая Ч 4 (140) | «Динамо» Москва | 1:3     | «Торпедо» Москва                             | Москва                                                        |
| | - Трофимов 86′  | (отчёт) | - 15′ Севидов - 28′ Пономарев - 65′ Панфилов | Стадион: «Динамо» Зрителей: 50 000 Судья: В.Моргунов (Москва) |
| «Динамо» Москва: Хомич - Радикорский, Семичастный , Станкевич - Блинков, Л.Соловьев - Трофимов, Карцев, Савдунин, Малявкин, С.Соловьев «Торпедо» Москва: Акимов - Н.Ильин, Мошкаркин, Каричев - Яковлев, Н.Морозов-II - Панфилов, Г.Жарков, Пономарев, Севидов, В.Жарков |                 |         |                                              |                                                               |

| 19 мая Ч 5 (141) | «Динамо» Москва                                | 4:1     | «Спартак» Москва | Москва                                                       |
| | - Карцев 6′ 16′ - Блинков 55′ - С.Соловьев 76′ | (отчёт) | - 85′ Сальников  | Стадион: «Динамо» Зрителей: 80 000 Судья: И.Широков (Москва) |
| «Динамо» Москва: Хомич - Радикорский, Семичастный , Станкевич - Блинков, Л.Соловьев - Трофимов (80' Савдунин), Карцев, Бесков, Малявкин, С.Соловьев «Спартак» Москва: Жмельков - Вик. Соколов, В.Гуляев, Вас. Соколов - Малинин, Н.Гуляев - Смыслов, Конов, В.Семенов (А.Соколов, 46), Н.Дементьев, Сальников |                                                |         |                  |                                                              |

| 24 мая Ч 6 (142) | «Динамо» Москва | 0:2     | ЦДКА                       | Москва                                                        |
| |                 | (отчёт) | - 33′ Федотов - 45′ Бобров | Стадион: «Динамо» Зрителей: 70 000 Судья: М.Дмитриев (Москва) |
| «Динамо» Москва: Хомич - Радикорский, Семичастный , Станкевич - Блинков, Л.Соловьев - Трофимов, Карцев, Савдунин, Малявкин, С.Соловьев ЦДКА: Никаноров - Лясковский, Кочетков, Прохоров - И.Щербаков, Афанасьев - Гринин, Николаев, Федотов , Бобров, Демин |                 |         |                            |                                                               |

| 29 мая Ч 7 (143) | «Динамо» Москва                | 2:0     | «Динамо» Минск | Минск                                                          |
| | - Трофимов 9′ - С.Соловьев 25′ | (отчёт) |                | Стадион: «Пищевик» Зрителей: 15 000 Судья: В.Моргунов (Москва) |
| «Динамо» Москва: Хомич (60' Медведев) - Радикорский, Семичастный , Петров - Блинков, Никульцев - Трофимов, Карцев, Савдунин, Малявкин, С.Соловьев «Динамо» Минск: Кочетов - Шевцов, Чернышев , Антоневич - Поставнин, Коробко - Полунин, Балясов (46' Курнев), Шебилов, Читая, Игнатов |                                |         |                |                                                                |

| 3 июн Ч 8 (144) | «Динамо» Москва                                                                             | 6:1     | «Динамо» Киев | Москва                                                       |
| | - Трофимов 18′ - С.Соловьев 25′ - Малявкин 31′ - Савдунин 38′ - Л.Соловьев 50′ - Карцев 60′ | (отчёт) | - 78′ Горохов | Стадион: «Динамо» Зрителей: 15 000 Судья: В.Архипов (Москва) |
| «Динамо» Москва: Хомич - Петров, Семичастный , Станкевич - Блинков, Л.Соловьев - Трофимов, Карцев, Савдунин, Малявкин, С.Соловьев «Динамо» Киев: Скрипченко - Мельник, Н.Кузнецов, Махиня - Дм. Васильев (46' Садовский), Рогозянский - Поварчук, Виньковатов, Горохов, Лерман, Щанов |                                                                                             |         |               |                                                              |

| 8 июн Ч 9 (145) | «Динамо» Москва                                                           | 8:0     | «Крылья Советов» Куйбышев | Куйбышев                                                         |
| | - Савдунин 3′ 48′ - Карцев 7′ 58′ - Малявкин 15′ - С.Соловьев 39′ 55′ 76′ | (отчёт) | - 56'(пен.) В.Новиков     | Стадион: «Локомотив» Зрителей: 25 000 Судья: М.Дмитриев (Москва) |
| «Динамо» Москва: Хомич - Радикорский, Семичастный , Петров - Блинков, Л.Соловьев - Трофимов, Карцев, Савдунин, Малявкин, С.Соловьев «Крылья Советов» Куйбышев: Головкин - Скорохов, В.Новиков , Мурзин - Ржевцев, Бурмистров - Орлов, Соломатин, Румянцев, Синяков, Дьяков |                                                                           |         |                           |                                                                  |

| 15 июн Ч 10 (146) | «Динамо» Москва  | 1:0     | «Зенит» Ленинград | Москва                                                       |
| | - С.Соловьев 16′ | (отчёт) |                   | Стадион: «Динамо» Зрителей: 30 000 Судья: Н.Латышев (Москва) |
| «Динамо» Москва: Хомич - Радикорский, Семичастный , Станкевич - Блинков, Л.Соловьев - Трофимов, Карцев, Бесков, Савдунин (65' Малявкин), С.Соловьев «Зенит» Ленинград: Л.Иванов - Москаленко, Пшеничный, Копус - Барышев, Яблочкин - А.Смирнов (68' Н.Смирнов), Селиванов, И.Комаров, А.А.Федоров, Чучелов |                  |         |                   |                                                              |

| 19 июн Ч 11 (147) | «Динамо» Москва                                 | 4:0     | «Динамо» Ленинград | Москва                                                    |
| | - Блинков 13′ - Карцев 27′ 78′ - С.Соловьев 85′ | (отчёт) |                    | Стадион: «Динамо» Зрителей: 25 000 Судья: Э.Саар (Таллин) |
| «Динамо» Москва: Хомич - Радикорский, Семичастный , Станкевич - Блинков, Л.Соловьев - Трофимов, Карцев (80' Бехтенев), С.Соловьев, Малявкин, Савдунин «Динамо» Ленинград: Набутов - Забелин, Орешкин, Куренков - Ошенков , Вал.Федоров - Архангельский, А.И.Федоров, К.Сазонов, Викторов, Лотков |                                                 |         |                    |                                                           |

| 29 июн Ч 12 (148) | «Динамо» Москва                                              | 4:0     | «Трактор» Сталинград | Сталинград                                                    |
| | - Савдунин 55′ - Трофимов 60′ - Блинков 62′ - Л.Соловьев 75′ | (отчёт) |                      | Стадион: «Трактор» Зрителей: 10 000 Судья: И.Широков (Москва) |
| «Динамо» Москва: Хомич - Радикорский, Семичастный , Станкевич - Блинков, Л.Соловьев - Трофимов, Карцев, С.Соловьев, Малявкин, Савдунин «Трактор» Сталинград: Ермасов - Бадин, Рудин, Плонский - Колосов, Шеремет - Шведченко, В.Матвеев , Калмыков, Белоусов, Попков |                                                              |         |                      |                                                               |

| 5 июл Ч 13 (149) | «Динамо» Москва                                                 | 4:1     | «Динамо» Тбилиси | Москва                                                       |
| | - С.Соловьев 1′ - Малявкин 2′ - Савдунин 4′ - Карцев 34′ (пен.) | (отчёт) | - 8′ Пайчадзе    | Стадион: «Динамо» Зрителей: 70 000 Судья: Н.Латышев (Москва) |
| «Динамо» Москва: Хомич - Радикорский, Семичастный , Станкевич - Блинков, Л.Соловьев - Трофимов, Карцев, С.Соловьев, Малявкин, Савдунин «Динамо» Тбилиси: Саная - А.Пехлеваниди, Салдадзе, Кикнадзе - М.Бердзенишвили, Гагуа - Г.Джеджелава, Антадзе, Пайчадзе , Гогоберидзе, Панюков |                                                                 |         |                  |                                                              |

| 10 июл Ч 14 (150) | «Динамо» Москва                              | 3:0     | «Крылья Советов» Москва | Москва                                                       |
| | - Карцев 77′ - С.Соловьев 83′ - Савдунин 88′ | (отчёт) |                         | Стадион: «Динамо» Зрителей: 30 000 Судья: И.Широков (Москва) |
| «Динамо» Москва: Хомич - Радикорский, Семичастный , Станкевич - Блинков, Л.Соловьев - Трофимов, Карцев, С.Соловьев, Малявкин (60' Бесков), Савдунин «Крылья Советов» Москва: Архаров - Мазанов , Котов, Гомес - В.Егоров, Ильичев - Вик. Федоров (46' Горшков), П.Дементьев, Запрягаев, Симонян, Беляков |                                              |         |                         |                                                              |

| 19 авг Ч 15 (151) | «Динамо» Москва | 0:1     | ЦДКА           | Москва                                                    |
| |                 | (отчёт) | - 45′ Николаев | Стадион: «Динамо» Зрителей: 80 000 Судья: Э.Саар (Таллин) |
| «Динамо» Москва: Хомич - Радикорский, Семичастный , Станкевич - Блинков, Л.Соловьев - Трофимов, Карцев, С.Соловьев, Малявкин, Савдунин (65' Бесков) ЦДКА: Никаноров - Прохоров, Лясковский, Тучков - И.Щербаков, Афанасьев - Гринин, Николаев, Федотов , Шкатулов (65' В.Соловьев), Демин |                 |         |                |                                                           |

| 23 авг Ч 16 (152) | «Динамо» Москва | 1:4     | «Торпедо» Москва                       | Москва                                                        |
| | - Малявкин 83′  | (отчёт) | - 12′ 42′ 77′ Пономарев - 85′ П.Петров | Стадион: «Динамо» Зрителей: 60 000 Судья: М.Дмитриев (Москва) |
| «Динамо» Москва: Медведев - Радикорский, Семичастный , Станкевич - Блинков, Л.Соловьев - Трофимов, Карцев, Бесков, Малявкин, С.Соловьев «Торпедо» Москва: Акимов - Н.Ильин, Н.Евсеев, Каричев - Яковлев, Н.Морозов-II - Панфилов, Г.Жарков, Пономарев, П.Петров, В.Жарков |                 |         |                                        |                                                               |

| 30 авг Ч 17 (153) | «Динамо» Москва                                    | 5:0     | «Спартак» Москва | Москва                                                        |
| | - Бесков 24′ - С.Соловьев 25′ 30′ - Карцев 42′ 46′ | (отчёт) |                  | Стадион: «Динамо» Зрителей: 60 000 Судья: М.Дмитриев (Москва) |
| «Динамо» Москва: Хомич - Радикорский, Семичастный , Станкевич - Блинков, Л.Соловьев - Трофимов, Карцев (75' В.Ильин), Бесков, Малявкин, С.Соловьев «Спартак» Москва: Жмельков - Малинин, Вас. Соколов , Холодков - Тимаков, Н.Гуляев - Смыслов, Конов, В.Семенов (42' Глазков), Н.Дементьев, Сальников |                                                    |         |                  |                                                               |

| 4 сен Ч 18 (154) | «Динамо» Москва                                                | 5:0     | «Динамо» Минск | Москва                                                       |
| | - Карцев 9′ 24′ - С.Соловьев 42′ - Малявкин 60′ - Трофимов 78′ | (отчёт) |                | Стадион: «Динамо» Зрителей: 10 000 Судья: Н.Латышев (Москва) |
| «Динамо» Москва: Хомич - Петров, Семичастный , Станкевич - Блинков, Л.Соловьев - Трофимов, Карцев, Бесков, Малявкин, С.Соловьев «Динамо» Минск: Кочетов - Антоневич, Чернышев , Шевцов - Коробко, Поставнин - Шевелянчик, Курнев, Шебилов, Читая, Пискарев |                                                                |         |                |                                                              |

| 10 сен Ч 19 (155) | «Динамо» Москва                            | 3:0     | «Динамо» Киев | Киев                                                          |
| | - Бесков 65′ - Малявкин 75′ - Бехтенев 79′ | (отчёт) |               | Стадион: «Динамо» Зрителей: 30 000 Судья: В.Моргунов (Москва) |
| «Динамо» Москва: Хомич - Радикорский, Семичастный , Петров - Блинков, Л.Соловьев - Трофимов, Карцев (68' Бехтенев), Бесков, Малявкин, С.Соловьев «Динамо» Киев: Зубрицкий - Бобков, Лерман, Махиня - Садовский, Рогозянский - Г.Пономарев, Горохов, Жуков, Борисов, Виньковатов |                                            |         |               |                                                               |

| 17 сен Ч 20 (156) | «Динамо» Москва                                                                         | 7:0     | «Крылья Советов» Куйбышев | Москва                                                       |
| | - Карцев 2′ (пен.) 65′ - С.Соловьев 6′ 13′ - Блинков 8′ - Л.Соловьев 35′ - Трофимов 42′ | (отчёт) |                           | Стадион: «Динамо» Зрителей: 20 000 Судья: Н.Латышев (Москва) |
| «Динамо» Москва: Хомич - Радикорский, Семичастный , Петров - Блинков, Л.Соловьев - Трофимов, Карцев, Бесков, Малявкин, С.Соловьев «Крылья Советов» Куйбышев: Головкин - Крижевский, В.Новиков , Скорохов - Ржевцев, Соломатин - Ратников (72' Суровцев), А.Коротков, Бурмистров, Синяков, Пукало |                                                                                         |         |                           |                                                              |

| 22 сен Ч 21 (157) | «Динамо» Москва | 1:1     | «Зенит» Ленинград | Москва                                                    |
| | - Савдунин 68′  | (отчёт) | - 70′ И.Комаров   | Стадион: «Динамо» Зрителей: 25 000 Судья: Э.Саар (Таллин) |
| «Динамо» Москва: Хомич - Радикорский, Семичастный , Петров - Блинков, Л.Соловьев 36' - Трофимов (65' Савдунин), Карцев, Бесков, Малявкин, С.Соловьев · «Зенит» Ленинград: Л.Иванов - Копус, Смагин, Пшеничный - Бодров , Яблочкин - Левин-Коган, Абросимов, И.Комаров, А.А.Федоров, Чучелов (70' Горбачев) |                 |         |                   |                                                           |

| 27 сен Ч 22 (158) | «Динамо» Москва                     | 3:0     | «Динамо» Ленинград | Ленинград                                                 |
| | - Савдунин 26′ - С.Соловьев 61′ 67′ | (отчёт) |                    | Стадион: «Динамо» Зрителей: 20 000 Судья: Э.Саар (Таллин) |
| «Динамо» Москва: Хомич - Радикорский, Семичастный , Петров - Блинков, Л.Соловьев - Трофимов, Карцев (65' Бесков), С.Соловьев, Малявкин, Савдунин «Динамо» Ленинград: Шорец - Забелин, В.Лемешев, Кучин - Ошенков, Орешкин - К.Сазонов (46' Богомолов), Лотков, Цыбин, Викторов , Архангельский |                                     |         |                    |                                                           |

#### Итоговая таблица
| М | Команда            | И  | В  | Н | П | Мячи    | ±   | О  |
| - | ------------------ | -- | -- | - | - | ------- | --- | -- |
|   | ЦДКА               | 22 | 17 | 3 | 2 | 55 − 13 | +42 | 37 |
|   | «Динамо» Москва    | 22 | 16 | 1 | 5 | 68 − 17 | +51 | 33 |
|   | «Динамо» Тбилиси   | 22 | 15 | 3 | 4 | 47 − 26 | +21 | 33 |
| 4 | «Торпедо»          | 22 | 11 | 5 | 6 | 44 − 29 | +15 | 27 |
| 5 | «Динамо» Ленинград | 22 | 10 | 4 | 8 | 37 − 35 | +2  | 24 |

И — игры, В — выигрыши, Н — ничьи, П — проигрыши, Мячи — забитые и пропущенные голы, ± — разница голов, О — очки

#### Движение по турам[4]
| Игра  | 1 | 2 | 3 | 4 | 5 | 6 | 7 | 8 | 9 | 10 | 11 | 12 | 13 | 14 | 15 | 16 | 17 | 18 | 19 | 20 | 21 | 22 |
| ----- | - | - | - | - | - | - | - | - | - | -- | -- | -- | -- | -- | -- | -- | -- | -- | -- | -- | -- | -- |
| Место | 4 | 5 | 4 | 4 | 3 | 4 | 4 | 3 | 3 | 3  | 3  | 3  | 3  | 3  | 3  | 3  | 3  | 3  | 3  | 3  | 3  | 2  |

### Кубок
Число участников — 16. Система розыгрыша — «олимпийская». Победитель — «Спартак» Москва.
Команда «Динамо» Москва выбыла в 1/4 финала турнира.
| 7 окт К 1 (16) 1/8 финала | «Динамо» Москва                                                       | 4:0     | «Пищевик» Москва | Москва                                                       |
| | - Бесков 32′ - Л.Соловьев 36'(пен.) - Трофимов 43′ 68′ - Малявкин 85′ | (отчёт) |                  | Стадион: «Динамо» Зрителей: 15 000 Судья: Н.Усов (Ленинград) |
| «Динамо» Москва: Хомич - Радикорский, Семичастный , Станкевич - Блинков, Л.Соловьев - Трофимов, Савдунин, С.Соловьев, Малявкин, Бесков «Пищевик» Москва: Перельман - Антонов, Гвоздев, Михайлов - Артемьев, Н.Эпштейн - Балаба, Оботов, Шиловский , Митронов, Горбачев |                                                                       |         |                  |                                                              |

| 11 окт К 2 (17) 1/4 финала | «Динамо» Москва | 1:2     | «Динамо» Тбилиси              | Москва                                                          |
| | - Карцев 75′    | (отчёт) | - 14′ Пайчадзе - 60′ Бережной | Стадион: «Динамо» Зрителей: 35 000 Судья: И.Аверкин (Ленинград) |
| «Динамо» Москва: Хомич - Радикорский, Семичастный , Станкевич - Блинков, Л.Соловьев - Трофимов, Бесков, С.Соловьев (40' Карцев), Малявкин, Савдунин «Динамо» Тбилиси: Шудра - А.Пехлеваниди, Салдадзе, Кикнадзе - М.Бердзенишвили, Гагуа - Г.Джеджелава, Антадзе, Пайчадзе (К), Бережной, Панюков |                 |         |                               |                                                                 |

### Международные матчи
| 6 авг ММ 1 (9) | «Динамо» Москва                                  | 4:1     | «Партизан» Белград | Москва                                              |
| | - С.Соловьев 20′ 82′ - Карцев 45′ - Савдунин 60′ | (отчёт) | - 48′ Рупник       | Стадион: «Динамо» Зрителей: 75 000 Судья: И.Широков |
| «Динамо» Москва: Хомич - Радикорский, Семичастный , Станкевич - Блинков, Л.Соловьев - Трофимов, Карцев, С.Соловьев, Малявкин, Савдунин «Партизан» Белград: Шоштарич - Брозович , Джурджевич, Чолич - Зл.Чайковски, Симоновски - Рупник, Митич, Бобек, Палфи (46' Атанацкович), Матекало |                                                  |         |                    |                                                     |

| 13 авг ММ 2 (10) | «Динамо» Москва                   | 3:3     | «Локомотив» София             | Москва                                              |
| | - Малявкин 63′ 70′ - Трофимов 76′ | (отчёт) | - 3′ 57′ Ефтимов - 37′ Божков | Стадион: «Динамо» Зрителей: 65 000 Судья: Т.Стоянов |
| «Динамо» Москва: Хомич - Радикорский, Семичастный , Станкевич - Блинков, Л.Соловьев - Трофимов, Карцев (46' Малявкин), С.Соловьев, Бесков, Савдунин «Локомотив» София: Костов - Орманджиев, Неделков , Серафимов - Христов, Петков - Попов, Божков, Милев, Станков (46' Милушев), Ефтимов |                                   |         |                               |                                                     |

## Товарищеские матчи

#### Предсезонные матчи на Юге
| ? апр ТМ 1 | «Динамо» Москва | 7:1     | «Локомотив» Москва | Гагры |
|            |                 | (отчёт) |                    |       |

| ? апр ТМ 2 | «Динамо» Москва | 10:2    | «Локомотив» Москва | Гагры |
|            |                 | (отчёт) |                    |       |

| 7 апр ТМ 3 | «Динамо» Москва | 0:0     | «Динамо» Киев | Гагры |
| |                 | (отчёт) |               |       |
| «Динамо» Москва: Хомич - В.Комаров, Семичастный , Станкевич - Блинков, Л.Соловьев - Трофимов, Карцев, Савдунин, Малявкин, С.Соловьев «Динамо» Киев: Скрипченко - Мельник, Н.Кузнецов, Махиня - Сухарев, Д.Васильев - Орлов, Горохов, Жуков, Виньковатый, С.Васильев |                 |         |               |       |

| 11 апр ТМ 4 | «Динамо» Москва                               | 5:1     | «Динамо» Минск | Гагры |
|             | - С.Соловьев - Малявкин - Савдунин - Трофимов | (отчёт) |                |       |

| ? апр ТМ 5 | «Динамо» Москва | 1:0     | «Динамо» Иваново | Гагры |
|            | - Карцев (пен.) | (отчёт) |                  |       |

## Статистика сезона

### Игроки и матчи
| Игрок                   | Чемпионат       | Чемпионат | Кубок           | Кубок   | Итого           | Итого   | Международные матчи | Международные матчи | ТМ              | ТМ      | Всего Чемпионат | Всего Чемпионат | Всего Кубок     | Всего Кубок | Всего           | Всего   | Всего Международные матчи | Всего Международные матчи |
| Игрок                   | Вышел на замену | Гол       | Вышел на замену | Гол     | Вышел на замену | Гол     | Вышел на замену     | Гол                 | Вышел на замену | Гол     | Вышел на замену | Гол             | Вышел на замену | Гол         | Вышел на замену | Гол     | Вышел на замену           | Гол                       |
| Вратари                 | Вратари         | Вратари   | Вратари         | Вратари | Вратари         | Вратари | Вратари             | Вратари             | Вратари         | Вратари | Вратари         | Вратари         | Вратари         | Вратари     | Вратари         | Вратари | Вратари                   | Вратари                   |
| ----------------------- | --------------- | --------- | --------------- | ------- | --------------- | ------- | ------------------- | ------------------- | --------------- | ------- | --------------- | --------------- | --------------- | ----------- | --------------- | ------- | ------------------------- | ------------------------- |
| Алексей Хомич           | 21              | (-13)     | 2               | (-2)    | 23              | (-15)   | 2                   | (-4)                | 1               | (-0)    | 41              | (-25)           | 7               | (-7)        | 53              | (-40)   | 6                         | (-13)                     |
| Николай Медведев        | 2               | (-4)      |                 |         | 2               | (-4)    |                     |                     |                 |         | 11              | (-18)           | 1               | (-1)        | 29              | (-39)   |                           |                           |
| Защитники               |                 |           |                 |         |                 |         |                     |                     |                 |         |                 |                 |                 |             |                 |         |                           |                           |
| Всеволод Радикорский    | 20              |           | 2               |         | 22              |         | 2                   |                     |                 |         | 108             |                 | 10              |             | 167             |         | 7                         |                           |
| Михаил Семичастный (26) | 22              |           | 2               |         | 24              |         | 2                   |                     | 1               |         | 138             | 52              | 14              | 7           | 186             | 79      | 10                        | 4                         |
| Иван Станкевич          | 16              |           | 2               |         | 18              |         | 2                   |                     | 1               |         | 57              |                 | 5               |             | 99              |         | 7                         |                           |
| Александр Петров        | 8               |           |                 |         | 8               |         |                     |                     |                 |         | 11              |                 | 1               |             | 12              |         |                           |                           |
| Сергей Никульцев        | 2               |           |                 |         | 2               |         |                     |                     |                 |         | 7               |                 | 2               |             | 9               |         |                           |                           |
| Полузащитники           |                 |           |                 |         |                 |         |                     |                     |                 |         |                 |                 |                 |             |                 |         |                           |                           |
| Всеволод Блинков        | 22              | 4         | 2               |         | 24              | 4       | 2                   |                     | 1               |         | 62              | 4               | 8               |             | 132             | 10      | 6                         |                           |
| Леонид Соловьев         | 21              | 4         | 2               |         | 23              | 4       | 2                   |                     | 1               |         | 43              | 8               | 8               | 1           | 66              | 9       | 5                         |                           |
| Нападающие              |                 |           |                 |         |                 |         |                     |                     |                 |         |                 |                 |                 |             |                 |         |                           |                           |
| Василий Трофимов        | 22              | 9         | 2               | 2       | 24              | 11      | 2                   | 1                   | 2               | 1       | 73              | 23              | 8               | 3           | 125             | 41      | 3                         | 1                         |
| Василий Карцев          | 22              | 17        | 1               | 1       | 23              | 18      | 2                   | 1                   | 2               | 1       | 40              | 38              | 2               | 1           | 68              | 58      | 6                         | 4                         |
| Сергей Соловьев         | 22              | 17        | 2               |         | 24              | 17      | 2                   | 2                   | 2               | 2       | 78              | 63              | 8               | 7           | 135             | 142     | 7                         | 3                         |
| Александр Малявкин      | 20              | 6         | 2               | 1       | 22              | 7       | 2                   | 2                   | 2               | 1       | 42              | 16              | 6               | 2           | 48              | 18      | 2                         | 2                         |
| Владимир Савдунин       | 16              | 8         | 2               |         | 18              | 8       | 2                   | 1                   | 2               | 1       | 21              | 9               | 2               |             | 23              | 9       | 2                         | 1                         |
| Константин Бесков       | 14              | 2         | 2               | 1       | 16              | 3       | 1                   |                     |                 |         | 43              | 13              | 8               | 6           | 88              | 43      | 5                         | 5                         |
| Валерий Бехтенев        | 2               | 1         |                 |         | 2               | 1       |                     |                     |                 |         | 18              | 3               | 1               |             | 50              | 7       |                           |                           |
| Владимир Ильин          | 1               |           |                 |         | 1               |         |                     |                     |                 |         | 1               |                 |                 |             | 1               |         |                           |                           |

### Личные и командные достижения
Динамовцы в списке 33 лучших футболистов
| Турнир            | Игрок              | Вышел на замену | Игрок           | Гол |
| ----------------- | ------------------ | --------------- | --------------- | --- |
| Сезоны в клубе    | Сергей Ильин       | 15              |                 |     |
| Официальные матчи | Сергей Ильин       | 219             | Сергей Ильин    | 144 |
| Чемпионат         | Михаил Семичастный | 138             | Сергей Соловьев | 63  |
| Кубок             | Михаил Семичастный | 14              | Сергей Ильин    | 9   |

Достижения в сезоне

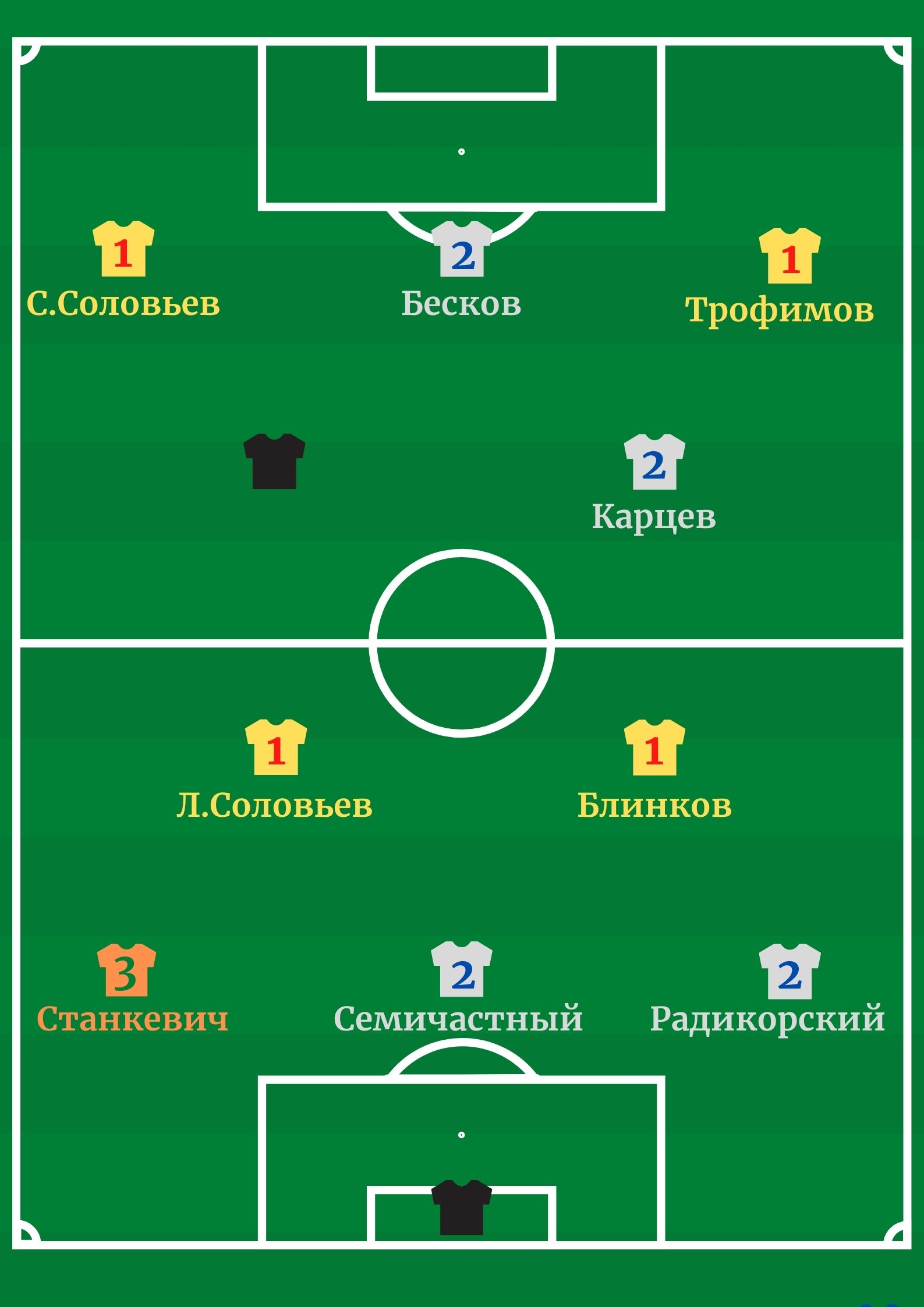

- Всеволод Радикорский сыграл 100-й матч в чемпионатах СССР
- В матчах с «Крыльями Советов» Куйбышев команда «Динамо» установила рекордный счет в отечественных чемпионатах по итогам двух встреч — 15:0 (8:0 в гостях и 7:0)